# Pukavik
Pukavik is een plaats in de gemeentes Sölvesborg en Karlshamn in het landschap Blekinge en de provincie Blekinge län in Zweden. De plaats heeft 283 inwoners (2005) en een oppervlakte van 61 hectare.

## Verkeer en vervoer
Bij de plaats lopen de E22 en Länsväg 121.